# سکومیلنا بیاوا
سکومیلنا بیاوا (به لهستانی:  Skomielna Biała) یک روستا در لهستان است که در گمینا لوبینگ واقع شده‌است. سکومیلنا بیاوا ۱۴ کیلومتر مربع مساحت و ۲٬۷۰۰ نفر جمعیت دارد.